# Burton Richter
Burton Richter   (Nova York, 22 de març de 1931 - Palo Alto, 18 de juliol de 2018) va ser un físic i professor universitari estatunidenc guardonat amb el Premi Nobel de Física l'any 1976.

## Biografia
Va néixer el 22 de març de 1931 a la ciutat nord-americana de Nova York, i va estudiar física al MIT, on es va llicenciar l'any 1952 i es va doctorar el 1956.

## Recerca científica
Professor de la Universitat Stanford, Richter va construir un accelerador de partícules anomenat Stanford Positron-Electron Asymmetric Ring (SPEAR), amb l'ajuda de David Ritson i el suport de la Comissió Nacional d'Energia Atòmica del govern dels Estats Units. Amb l'ús de l'accelerador, va descobrir una nova partícula subatòmica que va anomenar psi, i que actualment s'anomena partícula J/ψ o partícula J.
El mateix descobriment va ser realitzat independentment per Samuel Chao Chung Ting i els dos científics van ser guardonats conjuntament l'any 1976 amb el Premi Nobel de Física pel seu treball.
Entre 1984 i 1999, va ser director del Stanford Linear Accelerator Center (SLAC).